# Замбезія
Замбезія (порт. Zambézia) — провінція в Мозамбіку. Площа провінції становить 105 008 км². Чисельність населення 3 897 064 чоловік (на 2007). Адміністративний центр — місто Келімане.

## Географія
Провінція Замбезія розташована в центральній частині Мозамбіку, між кордоном з Малаві і узбережжям Індійського океану. На півночі до неї примикають провінції Ньяса і Нампула, на півдні — провінції Софала і Тете.
Провінція названа по річці Замбезі, яка відділяє її від провінції Софала і впадає в Індійський океан. Територія Замбезі у океанського узбережжя покрита мангровими джунглями і болотами, далі вглиб континенту починаються лісові масиви.

## Адміністративний поділ
Провінція Замбезія підрозділяється на 16 дистриктів і 5 муніципалітетів.

### Дистрикт
- Alto Molocue District — площа 6386 км²; 278064 чол.
- Chinde District — площа 4403 км²; 121173 чол.
- Gilé District — площа 8875 км²; 168962 чол.
- Gurué District — площа 5606 км²; 302948 чол.
- Ile District — площа 5589 км²; 292504 чол.
- Inhassunge District — площа 745 км²; 91989 чол.
- Lugela District — площа 6178 км²; 137040 чол.
- Maganja da Costa District — площа 7597 км²; 282173 чол.
- Milange District — площа 9794 км²; 515029 чол.
- Mocuba District — площа 8867 км²; 306543 чол.
- Mopeia District — площа 7614 км²; 115614 чол.
- Morrumbala District — площа 12972 км²; 361896 чол.
- Namacurra District — площа 1798 км²; 179133 чол.
- Namarroi District — площа 3019 км²; 127651 чол.
- Nicoadala District — площа 3582 км²; 232929 чол.
- Pebane District — площа 9985 км²; 186330 чол.

### Муніципалітети
- Quelimane (cidade) — площа 117 км²; 192876 чол.
- Alto Molocué (vila)
- Gurúè (cidade)
- Milange (vila)
- Mocuba (cidade)

## Економіка
Основним заняттям місцевого населення є сільське господарство. В Замбезії вирощуються рис, кукурудза, цукровий очерет, горіхи кеш'ю, чай і бавовник. У районі Гуруе знаходиться найбільша в Мозамбіку чайна плантація. Розвинені також рибальство. У провінції видобуваються і обробляються дорогоцінні й напівкоштовні камені.
| Мозамбік | Це незавершена стаття з географії Мозамбіку. Ви можете допомогти проєкту, виправивши або дописавши її. |